# 케이넌 도그

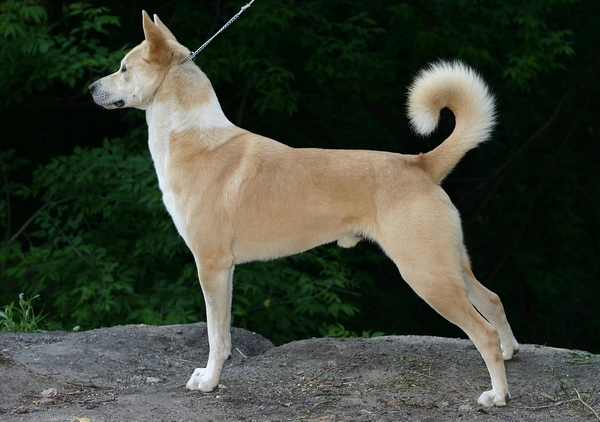

케이넌 도그(Canaan Dog)는 성경 시대부터 이 지역에 존재했던 동물의 후손인 반야생 야견으로부터 20세기 초에 개발된 개 품종이다. 중동 전역에서 발견되는 파리아 개 품종이다. 요르단, 이스라엘, 레바논, 팔레스타인, 시나이반도에서 발견되며, 거의 동일한 개들은 9,000년 전에 시리아에서도 발견되었다. 이스라엘의 국견이다. 2012년 기준으로 전 세계적으로 2,000~3,000마리의 케이넌 도그가 있었다.